# Wappen der Britischen Jungferninseln

Wappen der Britischen Jungferninseln

Das Wappen der Britischen Jungferninseln ist seit dem 15. November 1960 in Gebrauch. Es zeigt einen grünen Schild, auf dem sich die heilige Ursula von Köln, Schutzpatronin der Inseln, befindet, die eine Öllampe trägt. Um sie herum befinden sich elf weitere Öllampen, die die elf oder auch elftausend Gefährtinnen (Jungfrauen) der heiligen Ursula symbolisieren, die der Überlieferung nach gemeinsam mit dieser bei Köln durch die Hunnen unter Attila den Märtyrertod erlitten.
Direkt unterhalb des Schildes steht der Leitspruch: VIGILATE (aus dem lateinischen etwa: Seid wachsam!). Dieser Leitspruch (Mt 25,1-13a) verweist zusammen mit den brennenden Öllampen im Wappen wahrscheinlich auf das Gleichnis von den fünf klugen und den fünf törichten Jungfrauen im Matthäusevangelium 25, 1–13. Die klugen Jungfrauen haben sich rechtzeitig mit Öl versorgt, sich also rechtzeitig auf die Ankunft des Bräutigams (Christus) vorbereitet. Dieser findet sie bei seiner Ankunft wachend vor und nimmt sie mit hinein zur Hochzeit (ins Himmelreich). Die heilige Ursula und ihre Gefährtinnen (die allesamt Jungfrauen waren) werden so als innerlich vorbereitet auf den Eintritt in den Himmel (d. h. das Martyrium) dargestellt.
Das Motiv des Lichtes, das durch die Lampen ausgestrahlt wird, findet sich auch im Wahlspruch der Jungferninseln wieder (engl.: The Land, The People, The Light, dt.: Das Land, das Volk, das Licht).
Das Wappen findet sich auch auf der Flagge der Britischen Jungferninseln.